# Kilgarvan Ice House SAC
Kilgarvan Ice House SAC este o arie protejată (arie specială de conservare — SAC, sit de importanță comunitară — SCI) din Irlanda întinsă pe o suprafață de 17,25 ha, integral pe uscat.

## Localizare
Centrul sitului Kilgarvan Ice House SAC este situat la coordonatele 51°53′47″N 9°27′51″W / 51.896396°N 9.464278°V.

## Înființare
Situl Kilgarvan Ice House SAC a fost declarat sit de importanță comunitară în mai 1998 pentru a proteja un număr necunoscut de specii din flora spontană și fauna sălbatică aflate în arealul zonei. Situl a fost protejat și ca arie specială de conservare în februarie 2016.

## Biodiversitate
Situată în ecoregiunea atlantică, aria protejată nu include niciun habitat protejat.
La baza desemnării sitului se află un număr nedeclarat de specii protejate.